# Huccorgne
Huccorgne is een deelgemeente van de Belgische gemeente Wanze in de provincie Luik aan de oevers van de Mehaigne. Tot 1 januari 1977 was het een zelfstandige gemeente.

## Bezienswaardigheden
- Het Viaduct van Huccorgne werd in 1969-1972 aangelegd. De E42 wordt hiermee over het dal van de Mehaigne geleid.
- De Sint-Jan-de-Doperkerk (Église Saint-Jean Baptiste) is een neogotisch kerkgebouw van 1907. De 16e-eeuwse pilaren van de voorgaande kerk werden daarbij hergebruikt.
- De Moulin de Huccorgne is een middenslagmolen op de Mehaigne.
- Het Château de Famelette was vroeger waarschijnlijk een buitenpost van het Graafschap Moha. Het kasteel heeft zich omtwikkeld rondom een donjon die mogelijk uit de 14e eeuw stamt. Er is een 16e-eeuws poortgebouw. Het kasteel ligt op een hoge rotswand die de Mehaigne beheerst.

## Natuur en landschap
Nabij Huccorgne vloeit de Burdinale in de Mehaigne. De hoogte aan de kerk bedraagt 106 meter, maar boven in het dal loopt de hoogte op tot 206 meter. Er zijn grotten en prehistorische overblijfselen en twee belangrijke  steile rotsen: de Roche aux Corneilles en de Roche de la Marquise.

## Demografische ontwikkeling
- Bronnen:NIS, Opm:1831 tot en met 1970=volkstellingen, 1976= inwoneraantal op 31 december

## Trivia
Een fietsmuseum is te bezoeken in het dorp.
Het dorp heeft enige bekendheid in Vlaanderen omdat de Vlaamse auteur Dimitri Verhulst er gewoond heeft.

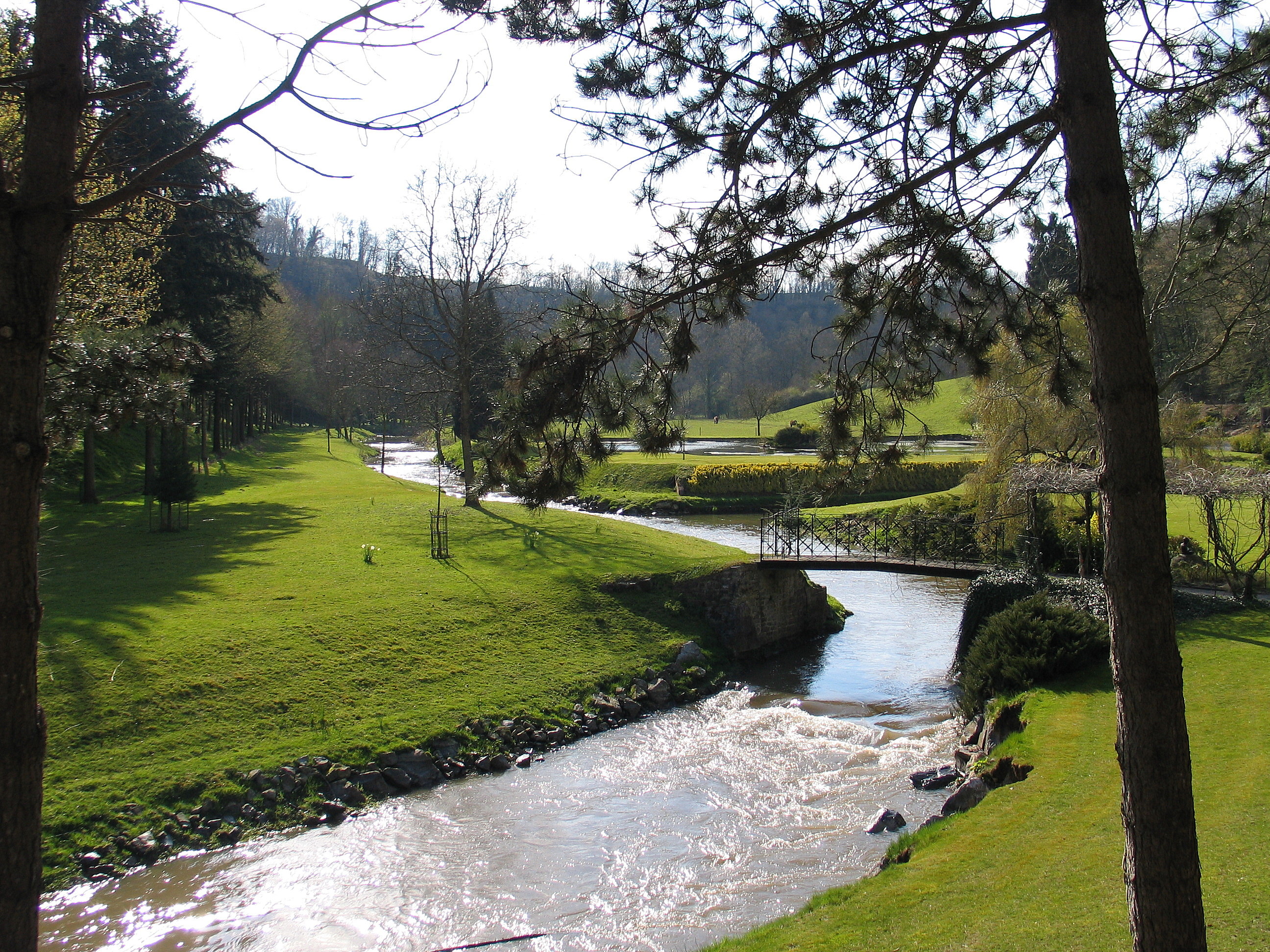
De Mehaigne te Huccorgne

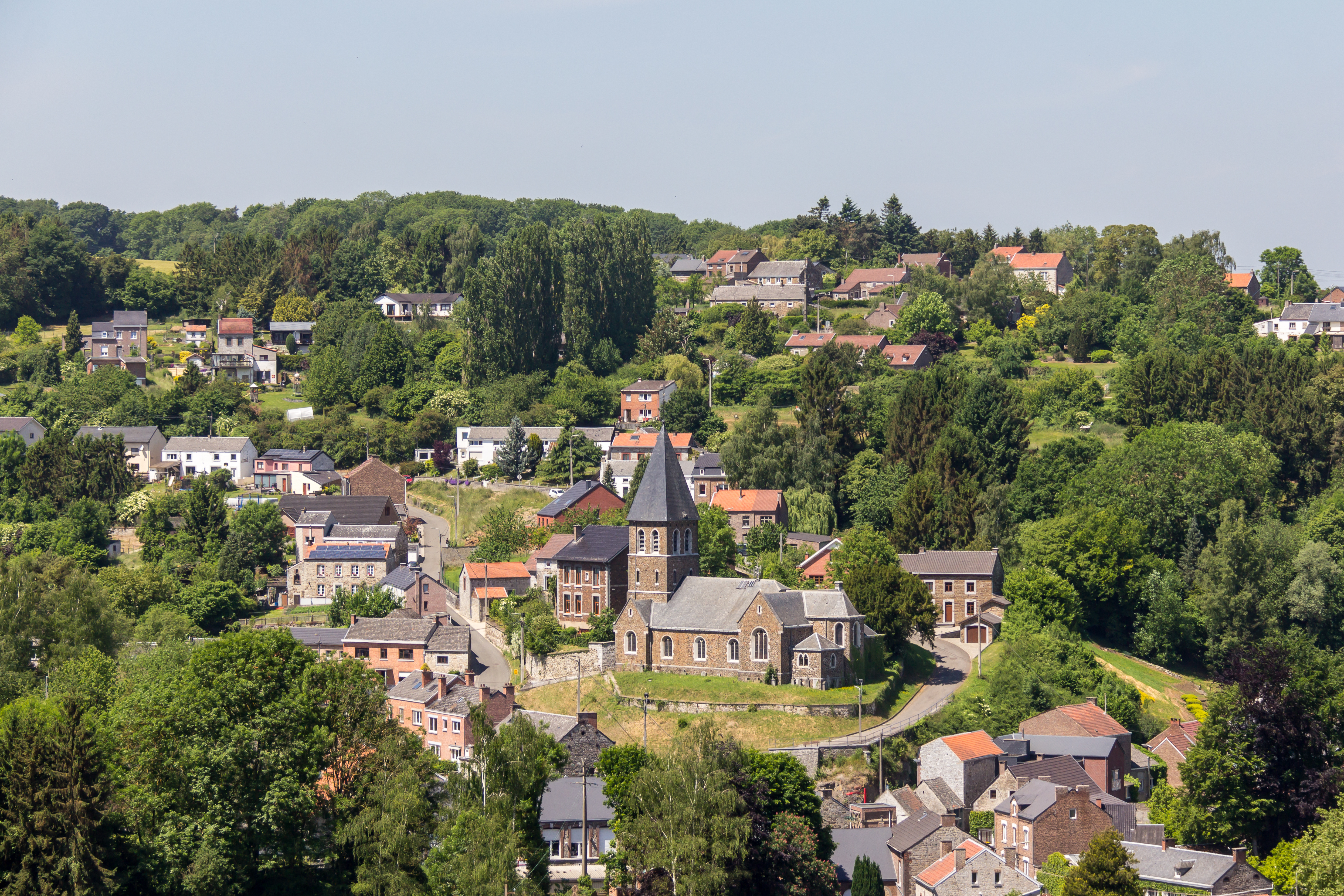

## Nabijgelegen kernen
Marneffe, Lavoir, Moha
Deelgemeenten: Antheit ·Bas-Oha · Huccorgne · Moha · Vinalmont · Wanze

Belgische gemeenten · Arrondissement Hoei · provincie Luik · Wallonië